# Geoff Ward
Geoff Ward   (Maidenhead, 1929 - 2022) fou un pilot de motocròs anglès que tingué ressò internacional durant la dècada del 1950. Entre altres èxits destacats, com a membre de l'equip britànic guanyà el Motocross des Nations quatre anys (1952-1954 i 1956). Fou també el primer Campió britànic de motocròs de la història, ja que el 1951 guanyà la primera edició d'aquest campionat.

## Resum biogràfic

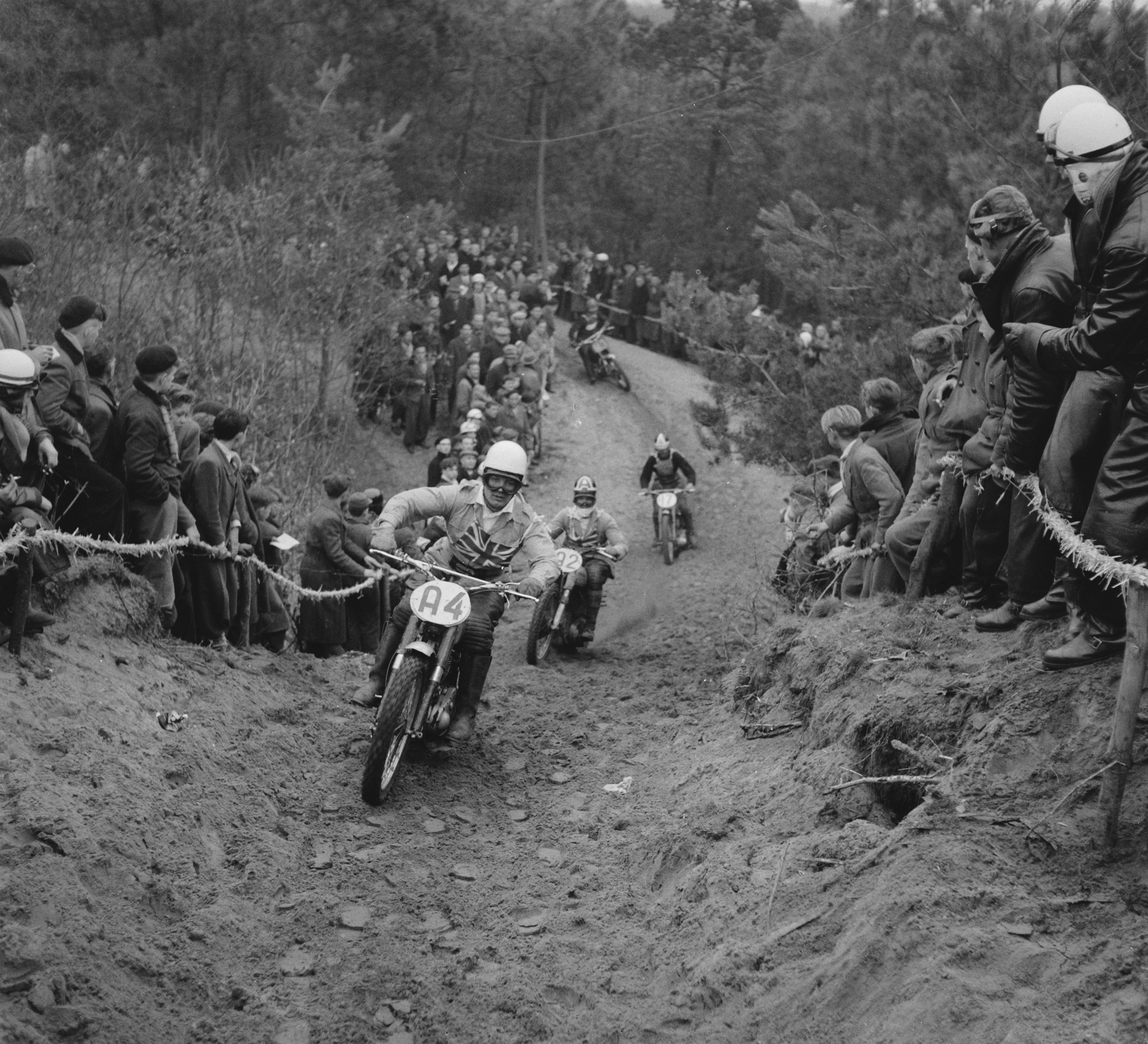
Davant de Leslie Archer i Sten Lundin en una cursa a Boekel el 1956

Ward va conduir una motocicleta per primer cop el 1943, a 14 anys. El 26 de desembre de 1947, a 18 anys, va aconseguir amb una Matchless la seva primera victòria en cursa. Més endavant, començà a pilotar una AJS, marca amb què aconseguí els seus principals èxits i amb què competí fins al 1956, quan passà a BSA.
Després de guanyar el primer campionat britànic de motocròs mai celebrat, el de 1951, va perdre'n el títol l'any següent a mans de John Avery, però el va revalidar els anys 1953 i 1954. Durant aquella època, sortia sovint a competir a l'estranger, sobretot a França, Bèlgica i Països Baixos, on els organitzadors pagaven més bé els pilots que els de la Gran Bretanya. Per a desplaçar-s'hi, feia servir una pick-up, primer una Austin A40 i, més tard, el model A70. A més a més, tenia un conductor, que era també el seu mecànic, cosa no gens habitual a l'època.
Al llarg de la seva carrera, va formar part vuit vegades de l'equip britànic al Motocross des Nations. La primera, el 1950, malgrat que l'equip en fou vencedor, ell no s'hi classificà en ser desqualificat. A partir de l'edició següent, però, començà una llarga llista d'èxits en aquesta prestigiosa prova, ja que participà en la victòria col·lectiva en quatre ocasions. A més, a l'edició de 1956 va aconseguir la victòria individual en una de les mànegues de l'esdeveniment. Aquell mateix any, va guanyar el seu únic Gran Premi del Campionat d'Europa de motocròs, el de Suïssa, celebrat a Ginebra.
Geoff Ward es guanyava la vida amb el seu taller de venda i reparació d'automòbils. El 1960, quan el seu negoci ja havia pres volada, va abandonar definitivament les competicions.

## Palmarès
Font:
| Any          | Motocicleta  | C. del Món 500cc | MXDN | C. Britànic 500cc |
| ------------ | ------------ | ---------------- | ---- | ----------------- |
| 1951         | AJS          | -                | 2n   | 1r                |
| 1952         | AJS          | -                | 1r   | 5è                |
| 1953         | AJS          | 6è               | 1r   | 1r                |
| 1954         | AJS          | -                | 1r   | 1r                |
| 1955         | AJS          | 15è              |      | 4t                |
| 1956         | BSA          | 6è               | 1r   | 4t                |
| 1957         | Norton       | 16è              |      | -                 |
| Total títols | Total títols | 0                | 4    | 3                 |

Notes
1. ↑  La classificació consignada a MXDN fa referència a la posició final obtinguda per l'equip estatal
2. ↑  Fins al 1956 inclòs no existia el Campionat del Món de 500cc.